# Safi Airways
Safi Airways war eine afghanische Fluggesellschaft mit Sitz in der Sonderwirtschaftszone des Flughafens Dubai und Basis auf dem Flughafen Kabul.

## Geschichte

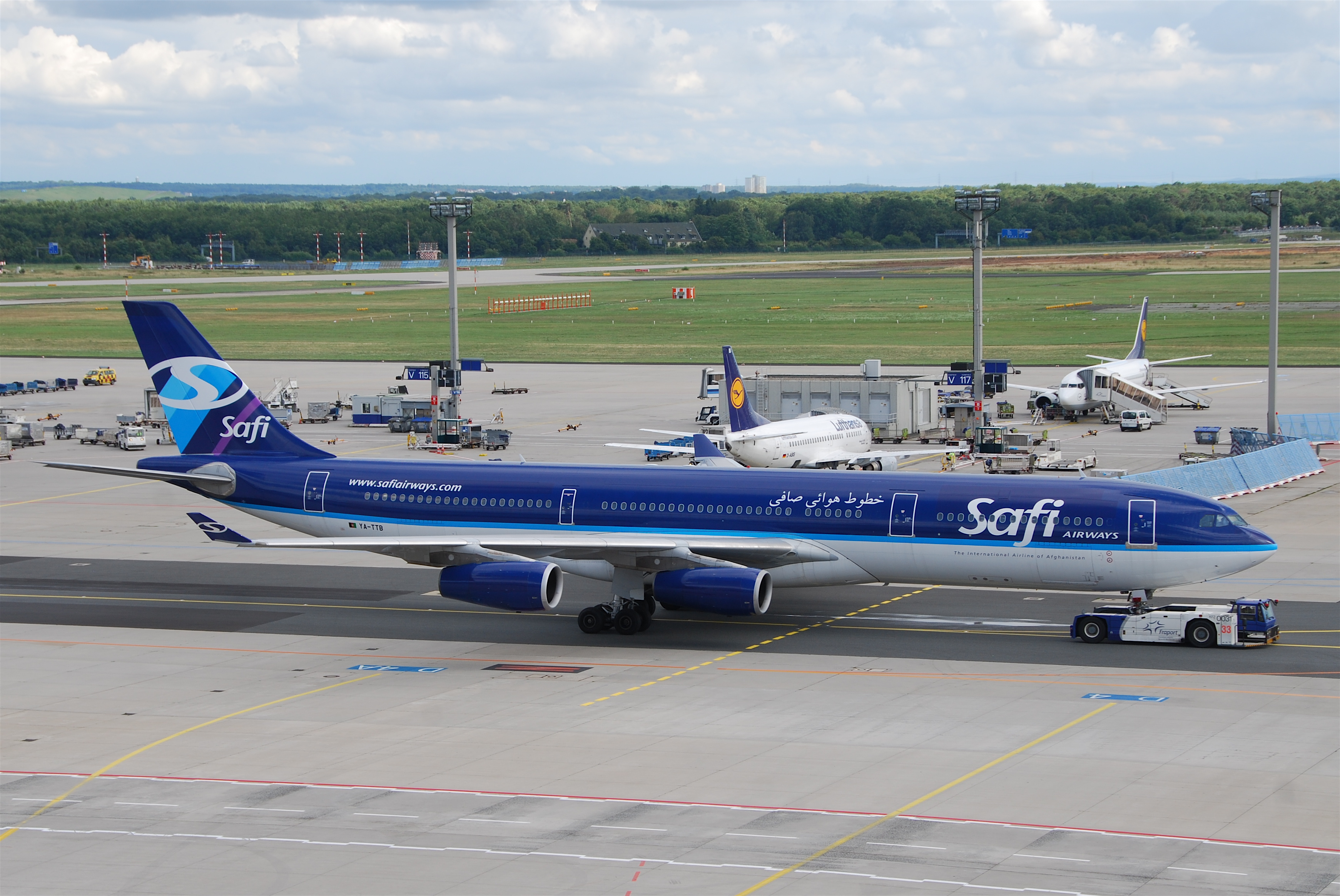
Airbus A340-300 der Safi Airways

Safi Airways wurde im September 2006 von dem afghanischen Millionär Abdul Rahim Safi und seinem Clan gegründet. Laut Flight International erfolgte der Erstflug am 17. November 2007 mit einer von Air China erworbenen Boeing 767-200ER mit drei wöchentlichen Verbindungen von Kabul nach Schardscha.
Safi Airways hat ihre Hauptverwaltung am Flughafen Dubai, arbeitet laut eigenen Angaben nach den Richtlinien der Europäischen Agentur für Flugsicherheit EASA, bietet am Flughafen Kabul eigene Servicedienste rund ums Flugzeug (englisch Fixed Base Operator, FBO) an und ermöglicht Abfertigungsdienste für Geschäftsreiseflugzeuge bis hin zu Frachtmaschinen vom Typ Boeing 747.
Safi ist eine von drei in Afghanistan gegründeten Fluggesellschaften und konkurriert mit der staatlichen Ariana Afghan Airlines sowie der privaten Kam Air. Sie ist ebenfalls die erste afghanische Fluggesellschaft, die in den weltweiten Reservierungssystemen buchbar ist.
Seit dem 24. November 2010 besteht ein Einflugverbot für ausnahmslos alle afghanischen Airlines in den Luftraum der EU. Dieses gilt somit auch für Safi Airways. Safi leaste zeitweise eine Boeing 757 mit spanischem Luftfahrzeugkennzeichen, um die Strecke Kabul-Frankfurt weiter bedienen zu können. Der Airbus A340-300 hat unterdessen die Flotte verlassen und wurde vom Besitzer 2011 in Lourdes verschrottet.

## Flugziele
Safi Airways fliegt von Kabul aus neben nationalen Destinationen internationale Ziele im Nahen Osten an. Vor Erteilung des Einflugverbots in den Luftraum der EU bestand dreimal wöchentlich eine Verbindung von Kabul nach Frankfurt. Diese Strecke wurde mit dem Airbus A340-300 in einer Drei-Klassen-Konfiguration (Business, Premium Economy, Economy) bedient.
Es bestehen Interline-Abkommen mit Lufthansa, United Airlines, Emirates und Qatar Airways.

## Flotte

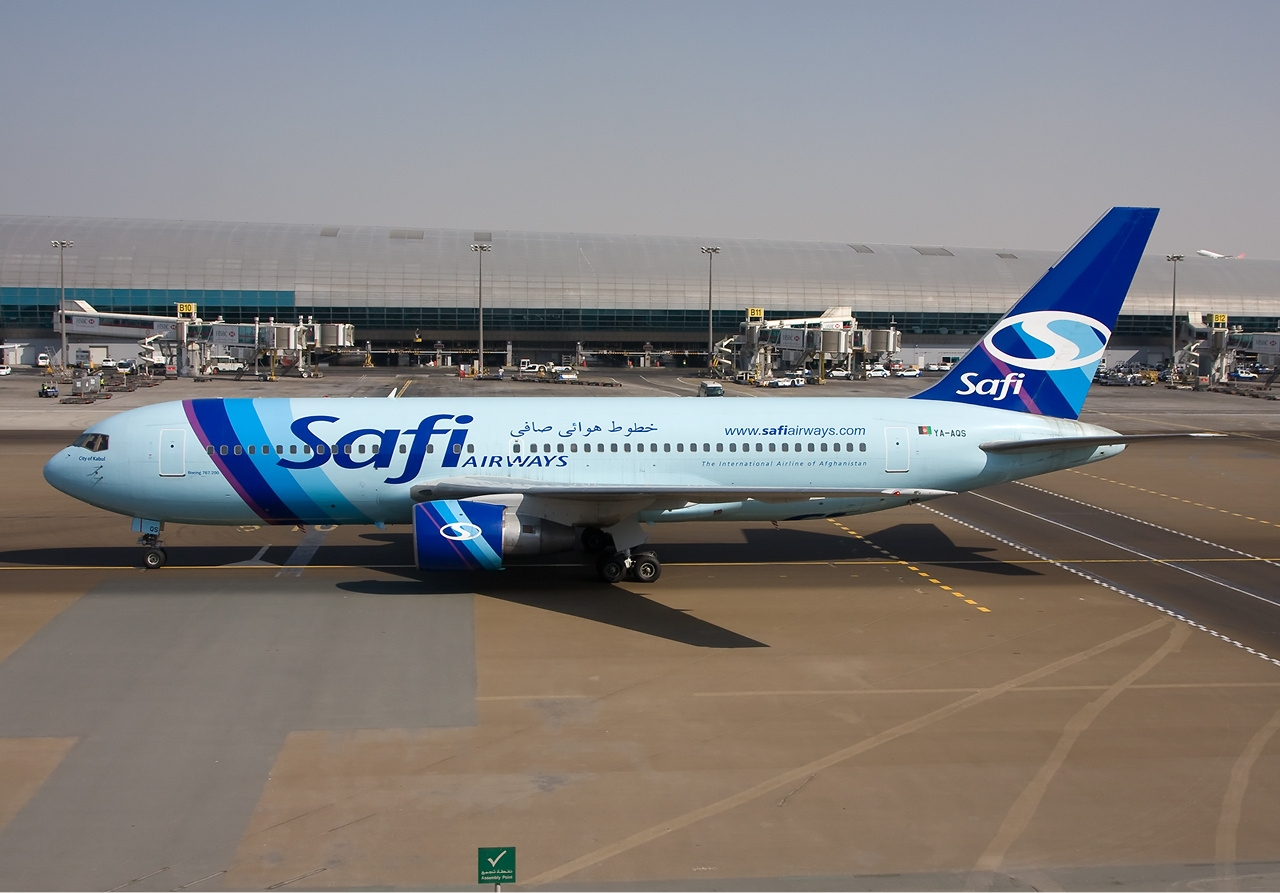
Boeing 767-200ER der Safi Airways

Mit Stand Januar 2018 besteht die Flotte der Safi Airways aus zwei Flugzeugen mit einem Durchschnittsalter von 25,2 Jahren:
| Flugzeugtyp      | Luftfahrzeugkennzeichen | Anmerkungen | Sitzplätze (Business/Economy) |
| ---------------- | ----------------------- | ----------- | ----------------------------- |
| Airbus A320-200  | YA-TTD                  |             | 150 (12/132)                  |
| Boeing 767-200ER | YA-AQS                  | inaktiv     | 208 (12/196)                  |